# Anthurium hodgei
Anthurium hodgei là một loài thực vật có hoa trong họ Ráy (Araceae). Loài này được Croat, M.M.Mora & Oberle mô tả khoa học đầu tiên năm 2004.